# Estables (Losera)
Estables (en occità Estaples) és un municipi francès situat al departament del Losera i a la regió d'Occitània.